# Abisara periya
Abisara periya är en fjärilsart som beskrevs av Hans Fruhstorfer 1914. Abisara periya ingår i släktet Abisara och familjen Riodinidae. Inga underarter finns listade i Catalogue of Life.